# Empire of the Sun
Empire of the Sun – australijski duet grający muzykę elektroniczną. W jego skład wchodzą Luke Steele oraz Nick Littlemore. Nazwa zespołu jest identyczna z tytułem powieści autorstwa J.G. Ballarda. Jednak muzycy nie nazwali swojej grupy bezpośrednio po lekturze książki; jak sami przyznają, ta nazwa „pasowała im bardziej niż jakakolwiek inna”.

## Życiorys
Steele i Littlemore spotkali się w 2000 roku. Od tamtego czasu razem eksperymentowali z muzyką. W pewnym momencie postanowili stworzyć zespół – tak narodziło się Empire of the Sun. Ich pierwszy singiel, Walking on a Dream, ukazał się 30 sierpnia 2008 roku. Doszedł do 10. miejsca na australijskiej liście przebojów, i także pojawił się w Top 10 na serwisie iTunes. Drugi singiel, We are the people, nie osiągnął aż tak wysokiej pozycji na rodzimej liście. Oba single są promowane przez teledyski, w których członkowie zespołu noszą charakterystyczne stroje.
Debiutancki album o tytule Walking on a dream został wydany 4 października 2008 roku. Na kilka dni przed jego premierą na serwisie Myspace zostało udostępnionych sześć utworów z płyty.
W czerwcu 2009 roku odbyła się premiera trzeciego singla – Standing on the Shore. W przeciwieństwie do pozostałych dwóch teledysków, które zostały nagrane w Szanghaju (Walking on a Dream) i w Meksyku (We are the People), kręcony był w ojczystym kraju muzyków – Australii. Utwór „We are the People” zajął pierwsze miejsce w 1437. notowaniu Listy Przebojów Trójki.
Zespół wystąpił 2 lipca 2010 roku na Open’er Festival w Gdyni.

## Dyskografia

### Albumy
- Walking on a Dream (2008)
- Ice on the Dune (2013)
- Two Vines (2016)
- Ask That God (2024)

### Single
- „Walking on a Dream” (2008)
- „We Are the People” (2008)
- „Standing on the Shore” (2009)
- „Without you'” (2009)
- „Eclipse broadcast” (2009)
- „Alive” (2013)
- „High and Low” (2016)
- „Two Vines” (2016)
- „To Her Door” (2016)
- „Way To Go” (2016)
- „Changes” (2024)